# Laksmí

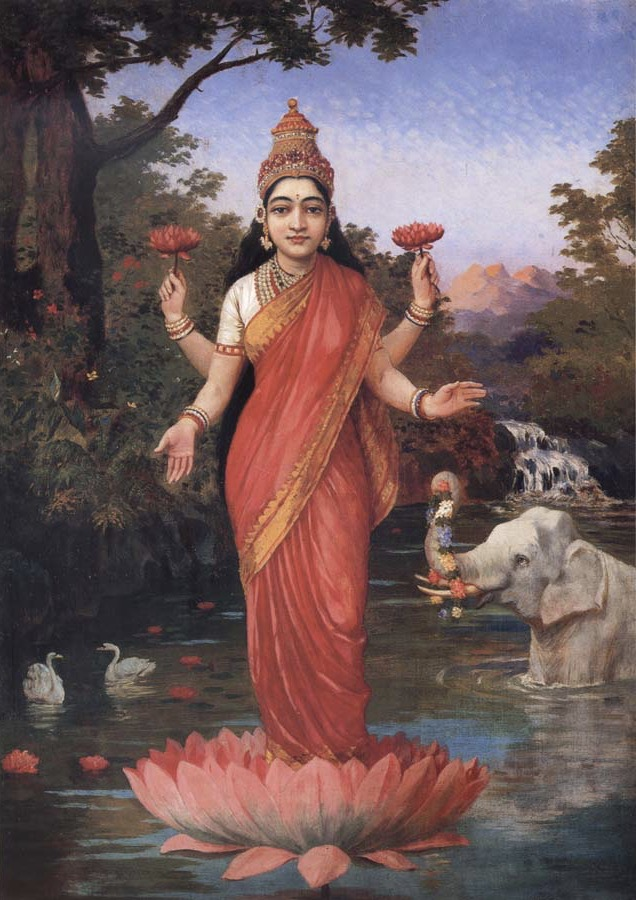
Cuadro de Lakshmi, del pintor indio Raya-Ravi Varma (1848-1906).

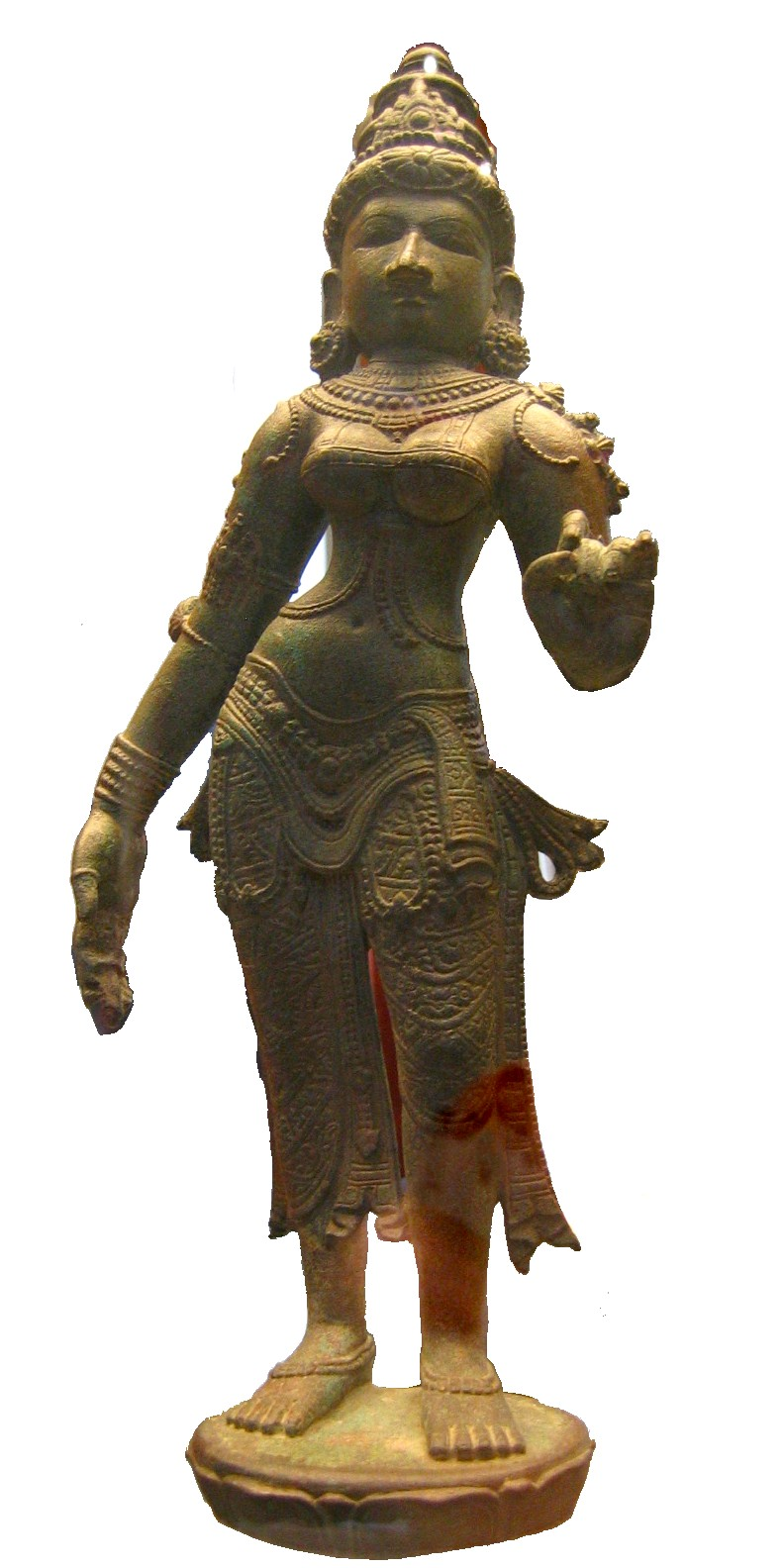
Estatuilla de Lakshmi.

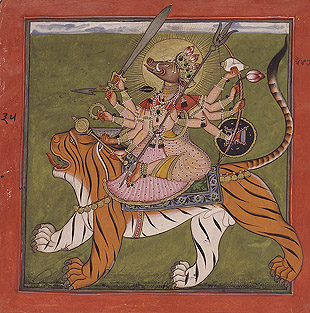
Estatua de Lakshmi en su avatar como Varaji (hembra del dios jabalí Varaja).

En la religión hinduista, Lakshmi es una diosa (deví)  consorte eterna del dios Visnú; descrita como la diosa de la belleza y de la buena suerte.

## Nombre sánscrito y etimología
- lakṣmī, en el sistema AITS (alfabeto internacional para la transliteración del sánscrito).[1]
- लक्ष्मी, en escritura devanagari del sánscrito.[1]
- Pronunciación:
  - [lakshmí] en sánscrito[1]
  - [lákshmi] en varios idiomas modernos de la India (como el hindi, el marati o el pali) o bien
  - [lókshmi] en bengalí.
- Etimología: posiblemente proviene del verbo laksh, y este probablemente proviene de la raíz sánscrita lag (como ‘aquello que está fijo o adjunto, pegado’);[1]
  - lakshate: ‘percibir’, ‘observar’; según el Bhágavata-purana;[1]
  - laksh: ‘marcar’, ‘signar’; según el Majabhárata;[1]
  - laksh: ‘caracterizar’, ‘definir’;[1]
  - laksha: que en el Rig-veda (el texto más antiguo de la India, de mediados del II milenio a. C.) representa una marca, un signo, una señal, una marca para apuntarle, un blanco, un tope, una finalidad, un objeto, una presa, un premio (en el Rig-veda 2.12.4);[1]
  - lakshmi: una marca, un signo, una señal de agradecimiento; según el Rig-veda (10.71.2) y el Nirukta de Iaska (4.10).[1]

## En los textos védicos
La primera mención del término lakshmi se encuentra en el Rig-veda (el texto más antiguo de la India, de mediados del II milenio a. C.). Allí no representa a una diosa, sino una marca, un signo, una señal de agradecimiento.
- - lakshmi o papi-lakshmi: un mal signo, una inminente desgracia; según el Átharva-veda y el Apastamba-srauta-sutra.[1]
  - punia-lakshmi: una buena señal, buena fortuna, prosperidad, éxito, felicidad; en el Átharva-veda se lo encuentra más usualmente acompañado de punia, con este significado.[1]
  - riqueza, opulencia; según el Raya-taramguini.[1]

Hacia los años 1000 a 500 a. C. se menciona por primera vez a la diosa Sri en el Shri-sukta (‘himno a la belleza’), que según los académicos fue agregado al Rig-veda (el texto más antiguo de la India, de mediados del II milenio a. C.). Se menciona que Sri es la fortuna personificada.
Lakshmi aparece como diosa aproximadamente en la misma época, en el Taittiríia-samjita (un agregado del Iáyur-veda), donde afirma que Lakshmi y Sri son las dos esposas de Aditia, el dios del Sol.
El Shatapatha-bráhmana (otra sección del Iáyur-veda) dice en cambio que Shri es la hija de Prayapati (‘progenitor’, una manifestación del dios Brahma, el creador del universo), y es la madre de Kama (‘deseo’), el dios del amor, el sexo y la lujuria.
Según los historiadores, en esos siglos Lakshmi fue creciendo en importancia hasta alcanzar el rango de diosa principal dentro de las deidades hinduistas, en las epopeyas Majabhárata y Ramaiana (textos épicorreligiosos del siglo III a. C. aproximadamente). En este último (Ramaiana 45, 40-43) aparece por primera vez el relato más famoso acerca del origen de Lakshmi, donde se dice que nació de la espuma del mar durante el batido del océano de leche. Este mito es semejante al del nacimiento de la diosa Venus en la mitología romana.
En el Devi-bhágavata (9) se cuenta otra versión de la misma leyenda.
En la época de los textos llamados Puranas (‘historias antiguas’, compuestas entre el siglo II a. C. y el siglo XI d. C.), la diosa llegó a ocupar el papel que hoy le corresponde como consorte del dios Visnú.
En el Visnú-purana ―uno de los Puranas más antiguos― se afirma que Lakshmi nació como hija del sabio Brigu y de su esposa Khiati.
Acompaña siempre a su divino esposo Visnú cuando este desciende a la Tierra en forma de avatar:
- Varaji (la hembra del jabalí Varaja).
- Dharani (la mujer del sacerdote asesino ParashúRama).
- Sita (la esposa del rey Rama).
- Radha (la pastora amante del dios pastor Krisna), etc.

## Representaciones
Se la representa generalmente junto a Visnú volando sobre el águila Garuda o sola sentada en una flor de loto, sosteniendo una de estas a cada costado, en posesión de cuatro brazos bendiciendo a los devotos y dejando caer monedas de oro de una de sus manos. Va escoltada de dos elefantes blancos símbolos de la fortuna y su culto está muy relacionado con el de la antigua Madre-Diosa drávida representada por la tierra sobre un padma (flor de loto).
Entre los templos dedicados a la sensualidad femenina de la devi Lakshmi, se destacan el de Orchha, 472 km al sureste de Nueva Delhi, en el centro norte de la India.

## Otros nombres
Recibe también otros nombres:
- Lokamata o Loka Mata (madre del mundo).
- Yaladiya (la nacida del océano original; siendo jāla: ‘agua’, ādi: ‘primero, original’, jā: ‘nacido’).
- Jari Priia (querida por Hari [Visnú]).
- Indira (belleza, esplendor).
- Asta Lakshmi (‘ocho Lakshmis’), que son ocho expansiones que se adoran como grupo en varios templos de la India y el mundo:
  - Adhi Lakshmi
  - Dhanya Lakshmi
  - Dhairya Lakshmi
  - Gaja Lakshmi
  - Santhana Lakshmi o Sanatana Lakshmi
  - Vijaya Lakshmi
  - Vidhya Lakshmi
  - Dana Lakshmi

Según una leyenda los dioses la exiliaron, y ella se refugió en el océano de leche. Renació en el momento del batido del mar de leche. Antes que ella apareció su hermana mayor, la inauspiciosa Alaksmi, la diosa de la mala fortuna.

## Estrella de Lakshmi

La estrella de Lasksmi.

La estrella de Lakshmi (asta-lakshmi, u ‘ocho lakshmis’) consiste en una estrella de ocho puntas: dos cuadrados sobrepuestos a 45°, de manera similar a la estrella tartésica.